# مزرعة حاجي كرمي
مزرعة حاجي كرمي (بالفارسية: مزرعه حاجي كرمي) هي منطقة سكنية تقع في فارس في إيران.